# 杭州旅游

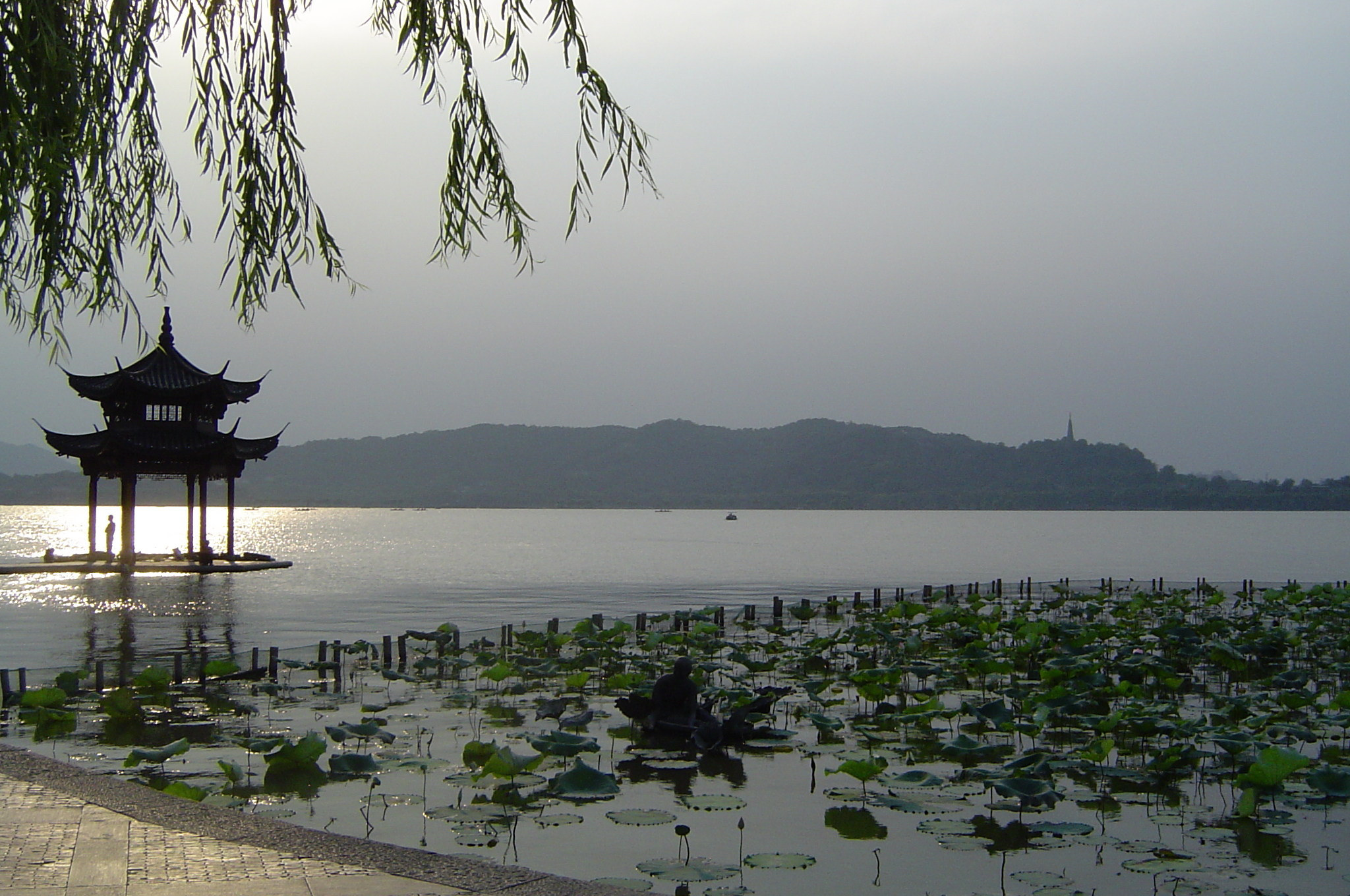
西湖

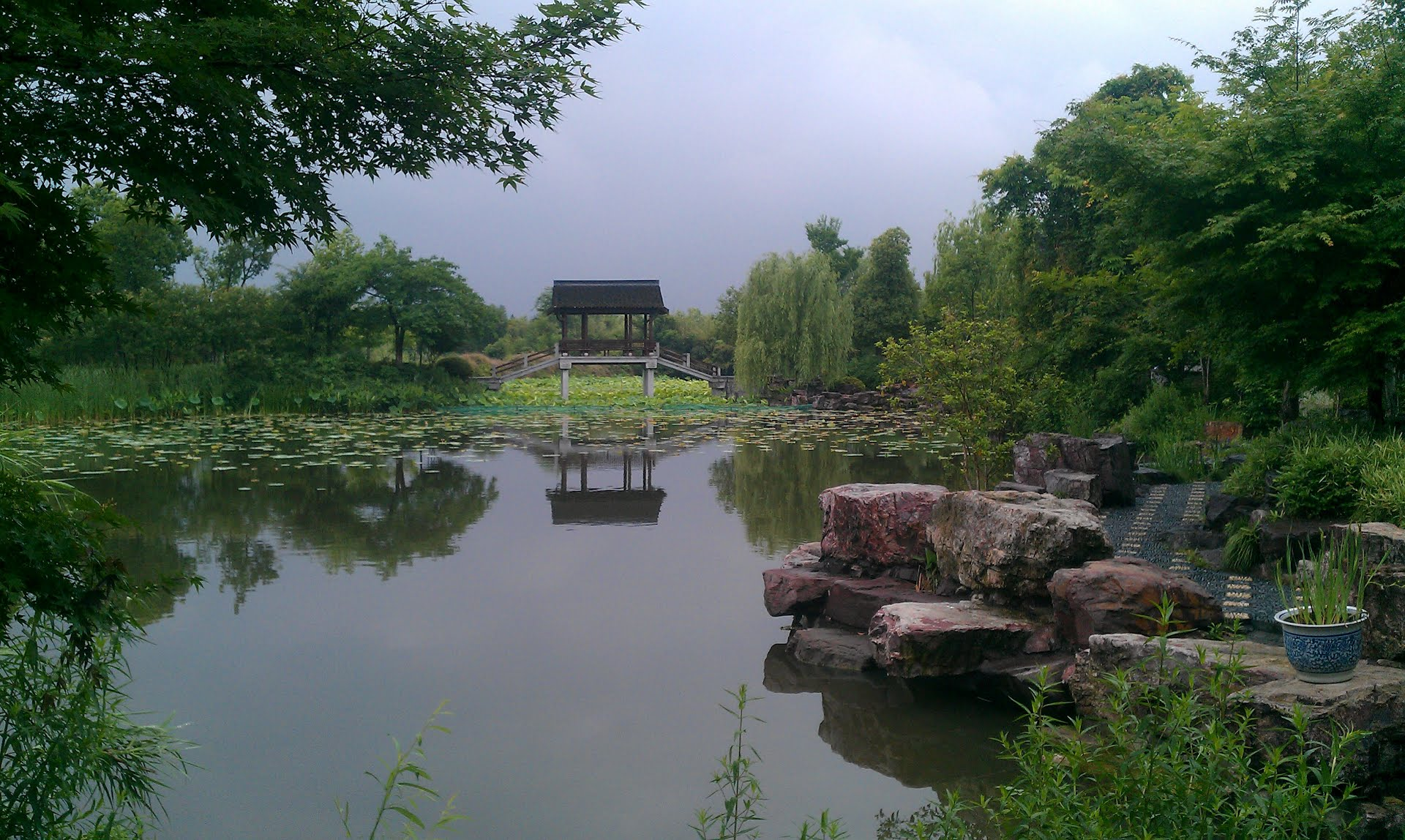
西溪湿地高庄

杭州不仅是首批中国最佳旅游城市、中国历史文化名城和八大古都之一，也是中国著名的茶都、丝绸和女装之府。秀美的湖光山色自古以来便吸引了无数人前来观赏，并留下许多文人墨客及帝王的印迹。杭州市市区西湖沿岸的大部分景点采取免门票政策，开创了中国旅游城市的典范，吸引全世界慕名而来的大量游客，被誉为“中国休闲之都”。2007年2月，杭州被国家旅游局和联合国世界旅游组织命名为“中国最佳旅游城市”。杭州被《米其林旅游指南》评为“三星级旅游推荐”（最高级别）。杭州夏季气候闷热多雨，而冬季较冷，与此相对，春秋两季气候宜人（尤其是秋季晴天最多），且多中国法定长假，是观光旅游的黄金季节。

## 游客情况

### 境外游客
2024年，杭州市接待的入境过夜游客数量共有116.69万人次，其中，前三大客源国分别为美国、马来西亚和韩国。

### 国内游客
2023年，杭州国内游客接待超过1亿人次，旅游收入超过1800亿元。

## 旅游经济
杭州政府提出旅游受众全民化，如采取西湖景点免费开放等手段，促进了整个杭州的旅游产业链更加完善。

## 主要景区
杭州市现有3处世界遗产：杭州西湖文化景观、京杭大运河、良渚古城遗址。

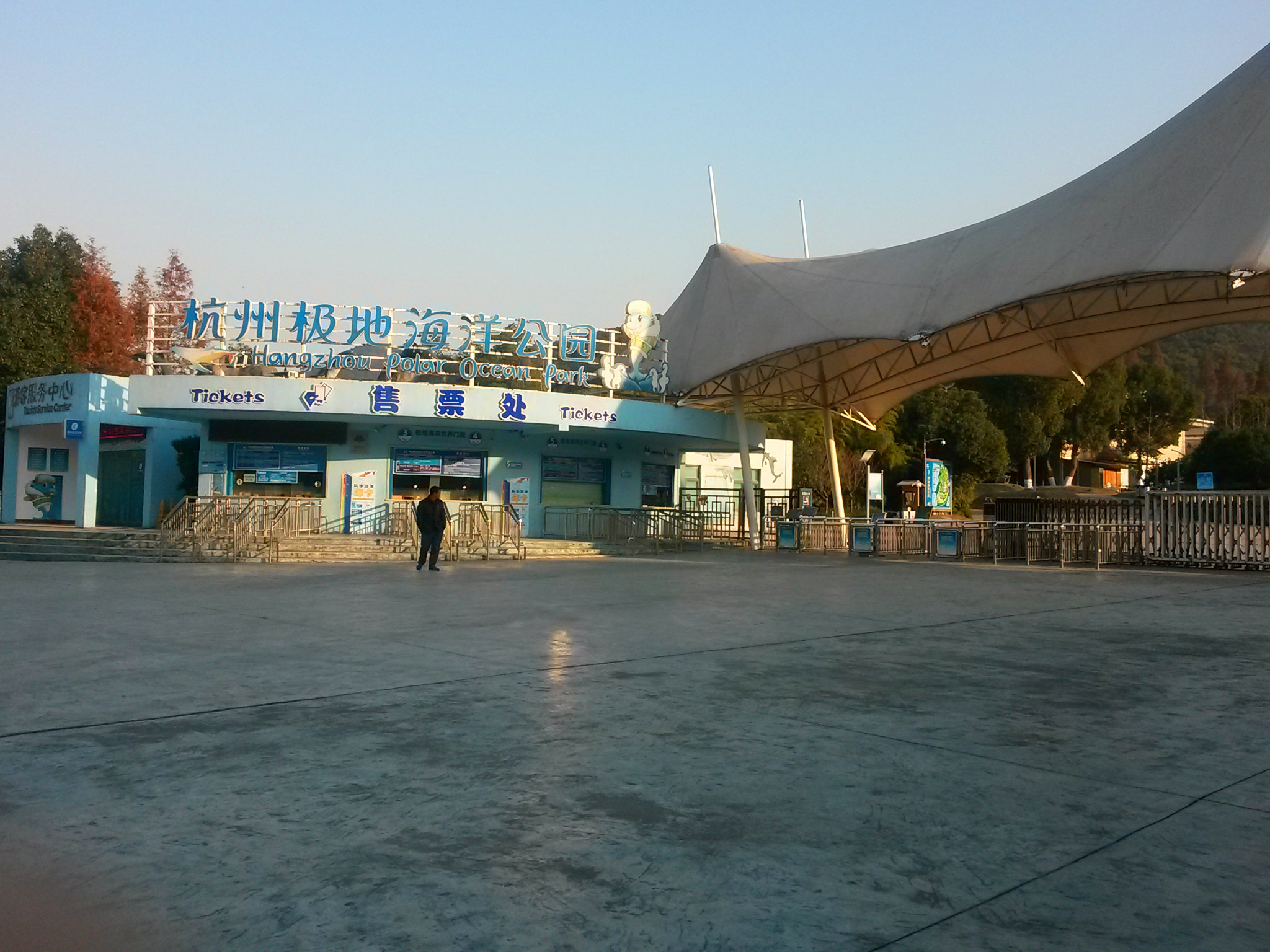
极地海洋公园

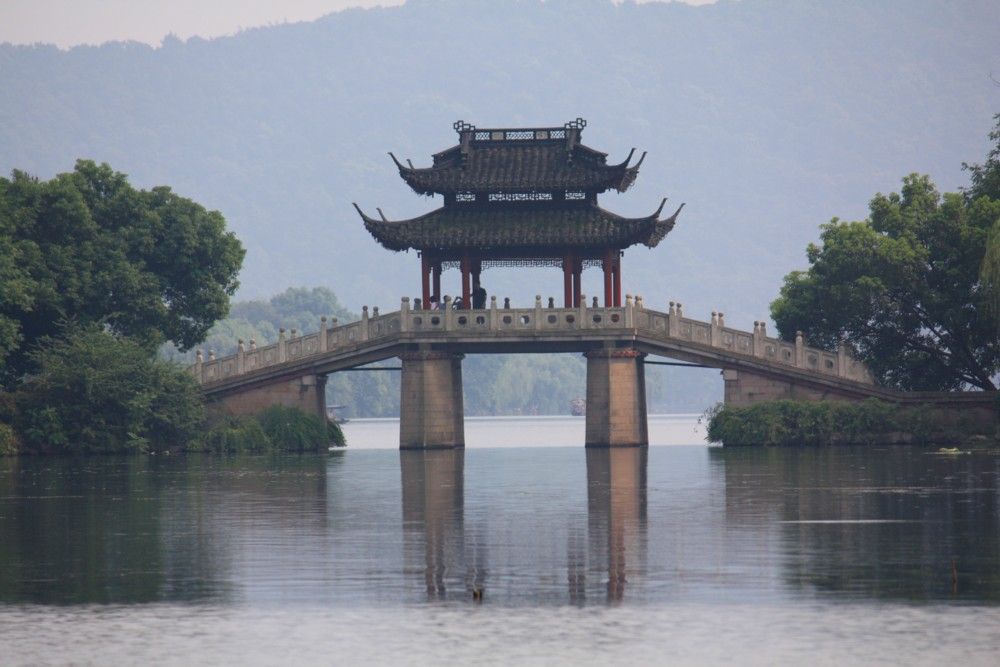
西湖曲院风荷的玉带桥

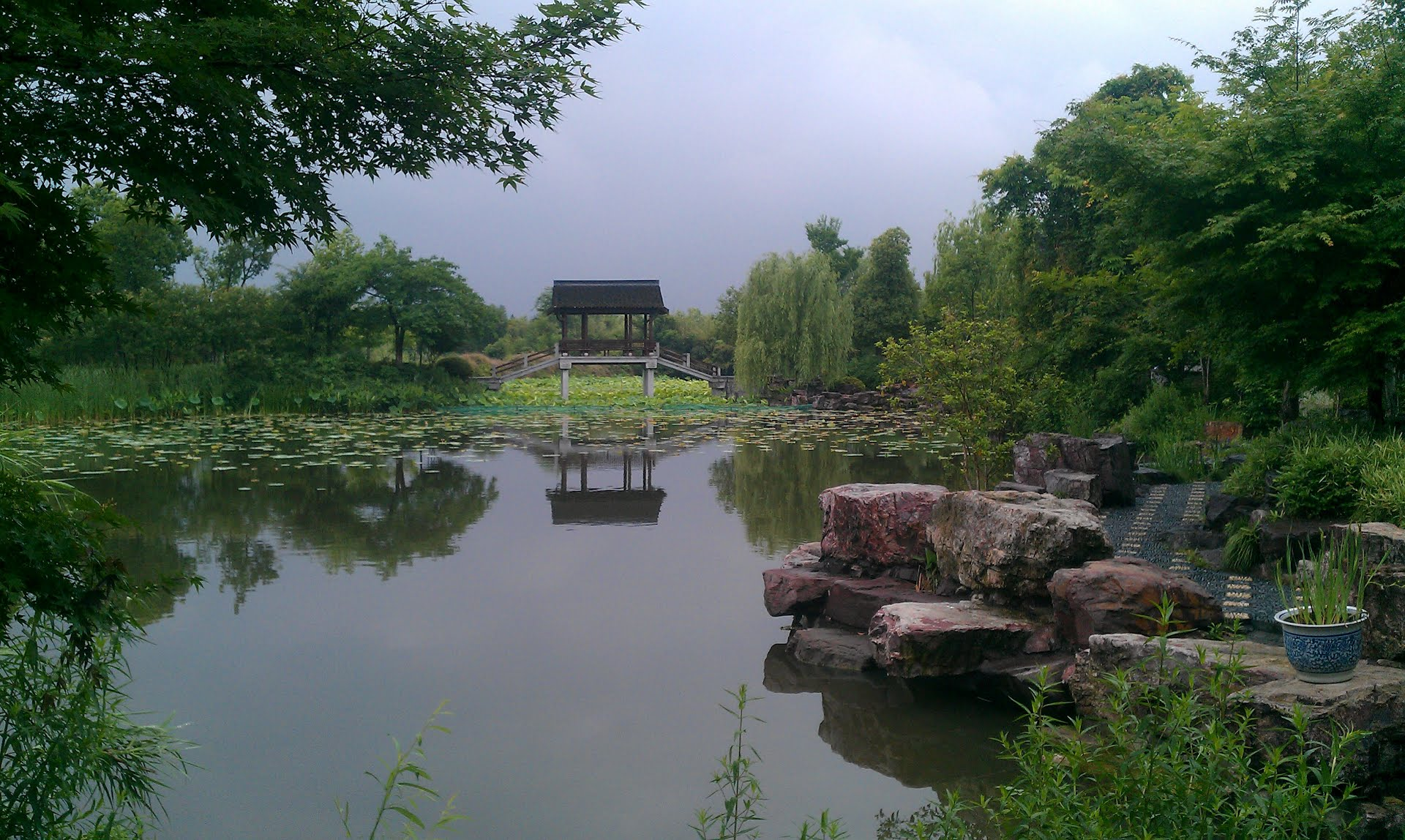
西溪湿地高庄

杭州现有西湖、千岛湖（淳安县）、西溪濕地共三个国家5A级旅游景区，以及雷峰塔、清河坊、浙西大峡谷、天目山、大明山、湘湖、双溪竹海漂流景区、龙门古镇、杭州野生动物世界、宋城、杭州乐园、杭州东方文化园等10多处国家4A级旅游景区。
杭州拥有六和塔、岳飞墓、临安城遗址、胡庆余堂、西泠印社等50多个全国重点文物保护单位，以及保俶塔、香积寺塔、拱宸桥、杭州碑林、求是书院等102处浙江省文物保护单位。
杭州之江旅游度假区于1992年10月经国务院批准建立。位于杭州西南部，面积9.9平方公里。区内景色秀丽、环境幽雅，距离西湖、钱江潮、富春江、新安江、千岛湖等著名景点都不远，是杭州风景名胜区的最佳结合部。建成了杭州宋城、西湖国际高尔夫等主题旅游项目，以及华庭云栖度假酒店等许多度假单元，招商引资、旅游接待量等各方面在全国12个国家旅游度假区中均名列前列。
建设中的钱江新城是杭州未来的中央商务区，新城建有许多地标建筑和摩天大楼，是杭州一个新的观光区域。市民中心、市民公园、杭州大剧院、杭州国际会议中心、森林公园、波浪文化城、城市阳台共同构成了新城的中轴线。

### 西湖风景区
西湖位于杭州市西面，其余三面环山，面积约6.39平方千米，南北长约3.2千米，东西宽约2.8千米，绕湖一周近15千米。西湖平均水深2.27米，水体容量约为1429万立方米。湖中被孤山、白堤、苏堤、杨公堤分隔，按面积大小分别为外西湖、西里湖（又称“后西湖”或“后湖”）、北里湖（又称“里西湖”）、小南湖（又称“南湖”）及岳湖等五片水面，其中外西湖面积最大。孤山是西湖中最大的天然岛屿，苏堤、白堤越过湖面，小瀛洲、湖心亭、阮公墩三个人工小岛鼎立于外西湖湖心，夕照山的雷峰塔与宝石山的保俶塔隔湖相映，由此形成了“一山、二塔、三岛、三堤、五湖”的基本格局。
西湖十景通常是指南宋时期形成的苏堤春晓、曲院风荷、平湖秋月、断桥残雪、花港观鱼、南屏晚钟、双峰插云、雷峰夕照、三潭印月以及柳浪闻莺这十个景点。由于其在中国的历史文化和风景名胜中的重要地位，西湖被评选为首批国家重点风景名胜区（1982年）、中国十大风景名胜（1985年）和首批国家5A级旅游景区（2006年）。2011年6月24日，杭州西湖文化景观列入世界遗产名录。
位于西湖东岸的湖滨公园东临湖滨路，湖滨公园原为清旗营（杭州驻防城），在清灭亡后后拆旗营建公园，公园南北长约1公里，包括6个大小不等的园地，从南到北依次为一公园、二公园、三公园、四公园、五公园和六公园，园内有垂柳、松柏、香樟等浓荫覆盖，也有美人蕉、月季等各色花卉，湖滨公园是游人欣赏西湖的主要聚集地之一，西湖音乐喷泉也设于公园附近的湖面中。太子湾公园位于西湖西南角，北临南山路和花港观鱼公园，总面积80公顷，园内种植有许多郁金香，是杭州著名的婚庆公园和郁金香展地。
- 西湖
- 游船
- 夕阳下的西湖
- 雷峰塔
- 夕阳景色

### 特色街区

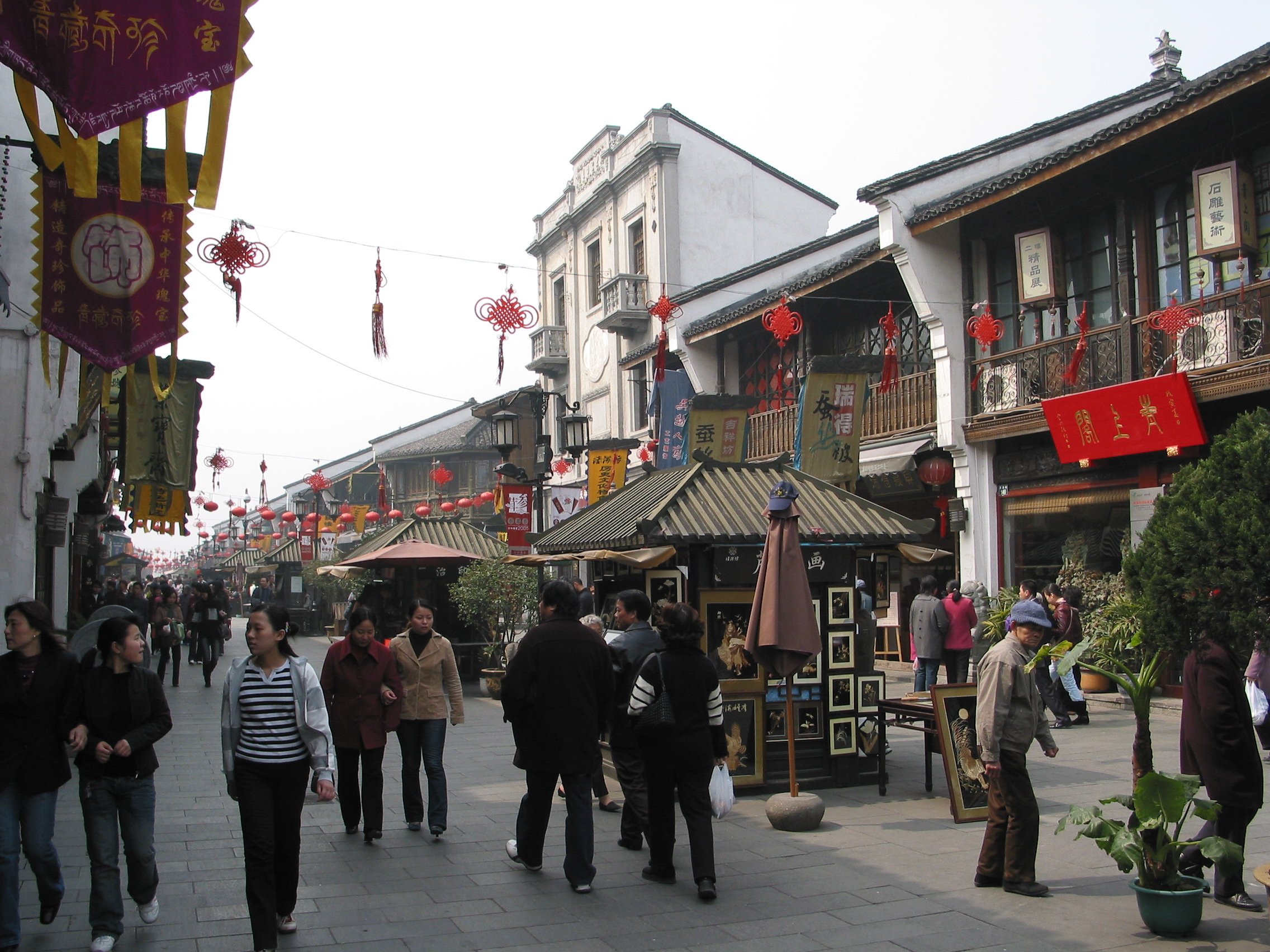
河坊街

历史文化特色街区河坊街（步行街）、艺术休闲特色街区南山路、时尚女装街区武林路、丝绸街新华路、旅游商贸特色街区湖滨路（步行街）、电子信息街区文三路、服装特色街区四季青、茶文化村梅家坞是杭州的8条传统特色街区。还有8条正在重点打造的商业特色街区，分别为历史文化街区北山街（原名北山路）、历史文化商业街中山路、金融商务街庆春路、商贸街区百井坊巷、家居特色街秋涛路、汽车贸易街石祥路、传统民居街区小河直街、都市休闲街区曙光路。
另外值得一提的是南宋御街（中山中路的一段）和延安路。特色商业步行街南宋御街曾是南宋时期专供皇帝通行的道路，为当时京城中最繁华的商业街。御街与另一著名老街河坊街十字相交，共同组成了杭州历史文化旅游景区。位於市中心的延安路全长3300米，南接吴山脚下的吴山广场，北至武林广场，与开元路、解放路、平海路、庆春路、凤起路相交，由于该街距离西湖很近，而且汇集了各类品牌专卖店和知名商业大厦，因此是杭州人气最旺盛的商业街。

### 博物馆

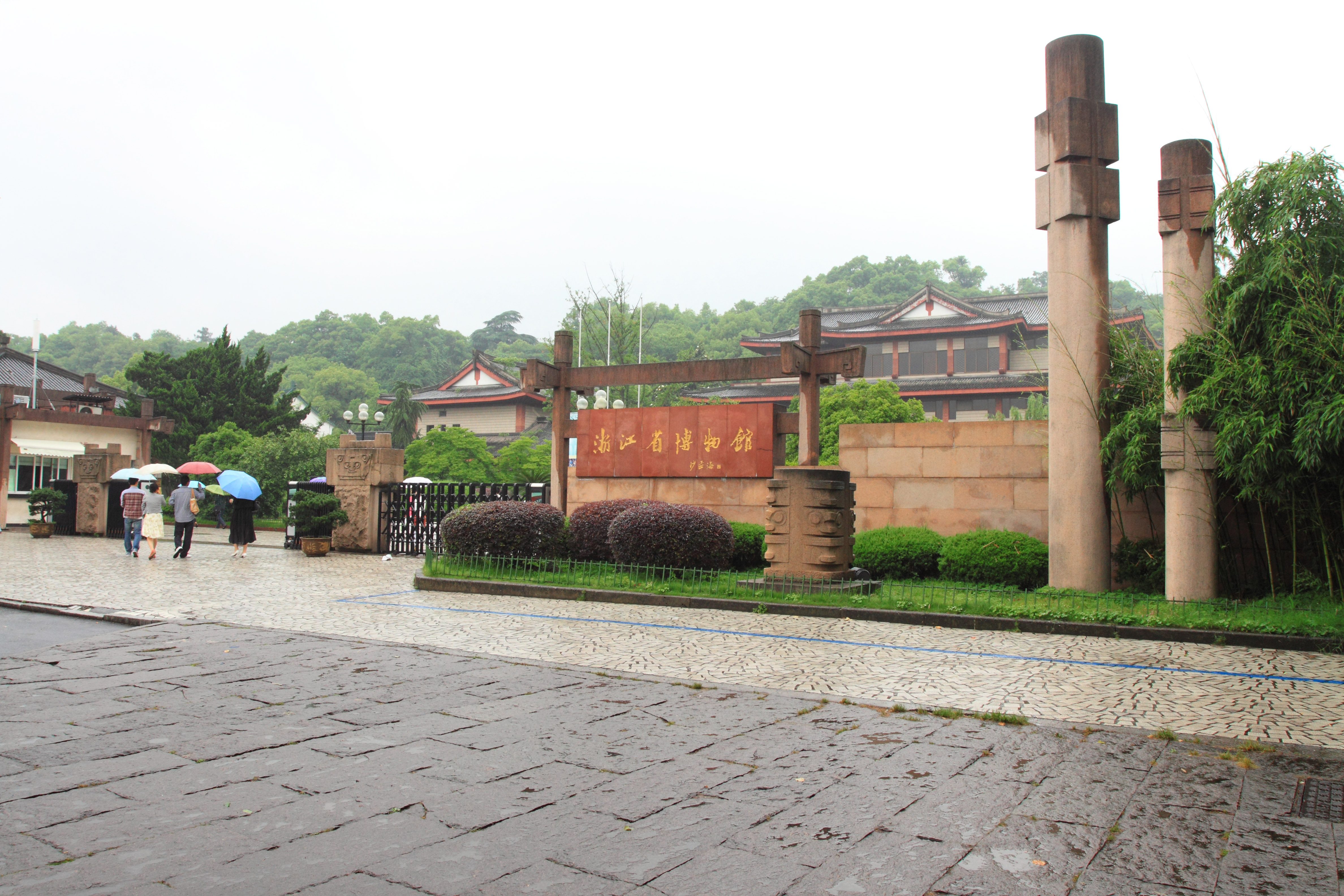
浙江博物馆

杭州的博物馆主要有浙江省博物馆、西湖博物馆、浙江美术馆、中国丝绸博物馆、杭州工艺美术博物馆、浙江省科技馆和浙江自然博物馆等。
浙江省博物馆始建于1929年11月，位于西湖孤山南麓，是浙江省规模最大的综合性博物馆，国家一级博物馆；收藏有十万余件文物，其中的精华包括：河姆渡文化的陶器、漆器、木器和象牙制品，良渚文化的玉器和丝织品，越王剑，越窑、龙泉窑、南宋官窑等青瓷，会稽镜和湖州镜，吴昌硕、黄宾虹、沙孟海等著名书画家的作品，以及元朝畫家黃公望的富春山居圖。自2004年1月1日起常年对公众免票开放，位于西湖文化广场E区的浙江博物馆新馆——武林馆区于2009年12月正式开放。
西湖博物馆位于南山路89号，紧邻钱王祠，占地面积23889平方米，其中建筑面积约8000平方米，为中国第一座湖泊类专题博物馆，2005年10月1日起免费开放。由“天开画图”、“钟灵毓秀”、“浚治之功”、“天堂明珠”四个部分组成，分别介绍西湖的自然历史、人文历史、湖泊疏浚史和影响。
浙江自然博物馆新馆位于西湖文化广场B区，2009年7月28日建成开放。馆内有近13万件珍贵的标本，是一座以“自然与人类”为主题，以提高民众的自然科学文化素质和生态环境保护意识为宗旨，集科普教育、收藏研究、文化交流、智性休闲于一体的自然博物馆。三大展示版块为“地球生命故事”、“丰富奇异的生物世界”和“绿色浙江”。